# Syncesia intercedens
Syncesia intercedens är en lavart som först beskrevs av Johannes Müller Argoviensis, och fick sitt nu gällande namn av Tehler. Syncesia intercedens ingår i släktet Syncesia och familjen Roccellaceae.   Inga underarter finns listade i Catalogue of Life.